# Katastrofa drogowa w Monteforte Irpino
Katastrofa drogowa w Monteforte Irpino – katastrofa autokaru, która wydarzyła się 28 lipca 2013 roku na autostradzie A16 w mieście Monteforte Irpino, w regionie Kampania położonym na południu Włoch. W katastrofie zginęło 39 osób, a 19 zostało rannych (10 pasażerów autokaru oraz 9 osób z pojazdów, w które uderzył autokar).
Autokarem podróżowali pielgrzymi z Neapolu, wracający z miejsc związanych ze świętym Ojcem Pio, w tym z miejsca jego urodzenia, miasta Pietrelcina. Do tragedii doszło na wiadukcie w Monteforte Irpino, 50 kilometrów od Neapolu. Autokar z nieznanych przyczyn uderzył w kilka samochodów, które zwolniły ze względu na korek na autostradzie A16. Po chwili rozpędzony pojazd uderzył w barierki, a następnie przebił jedną z nich i runął z wiaduktu z wysokości 30 metrów. Po upadku autokar przełamał się na dwie części.
Uderzone samochody zostały zepchnięte na inne – łącznie w katastrofie uczestniczyło 14 samochodów i autokar. Wszystkie ofiary śmiertelne to osoby podróżujące autokarem.
Rozważane są dwie najbardziej prawdopodobne przyczyny katastrofy. Pierwsza, że kierowca autokaru zbyt późno zauważył zwalniające pojazdy i usiłował je wyminąć oraz druga, że w pojeździe doszło do awarii układu hamulcowego. Za drugą tezą przemawia fakt, iż na drodze nie było śladów hamowania.
30 lipca 2013 roku został ogłoszony we Włoszech dniem żałoby narodowej dla upamiętnienia ofiar katastrofy.